# Lucas Gorosterrazú
Lucas Gorosterrazú (Rosario, Santa Fe, 25 de noviembre de 1998) es un basquetbolista argentino que se desempeña como alero en Hispano Americano de La Liga Argentina.

## Trayectoria

### Clubes
| Club                     | País      | Año             |
| ------------------------ | --------- | --------------- |
| Peñarol                  | Argentina | 2016 - 2021     |
| Estudiantes de Olavarría | Argentina | 2021            |
| Peñarol                  | Argentina | 2021 - 2022     |
| Pergamino Básquet        | Argentina | 2022            |
| Lanús                    | Argentina | 2022 - 2023     |
| Rivadavia                | Argentina | 2023 - 2024     |
| Hispano Americano        | Argentina | 2024 - Presente |